# 新ひだか町アイヌ民俗資料館

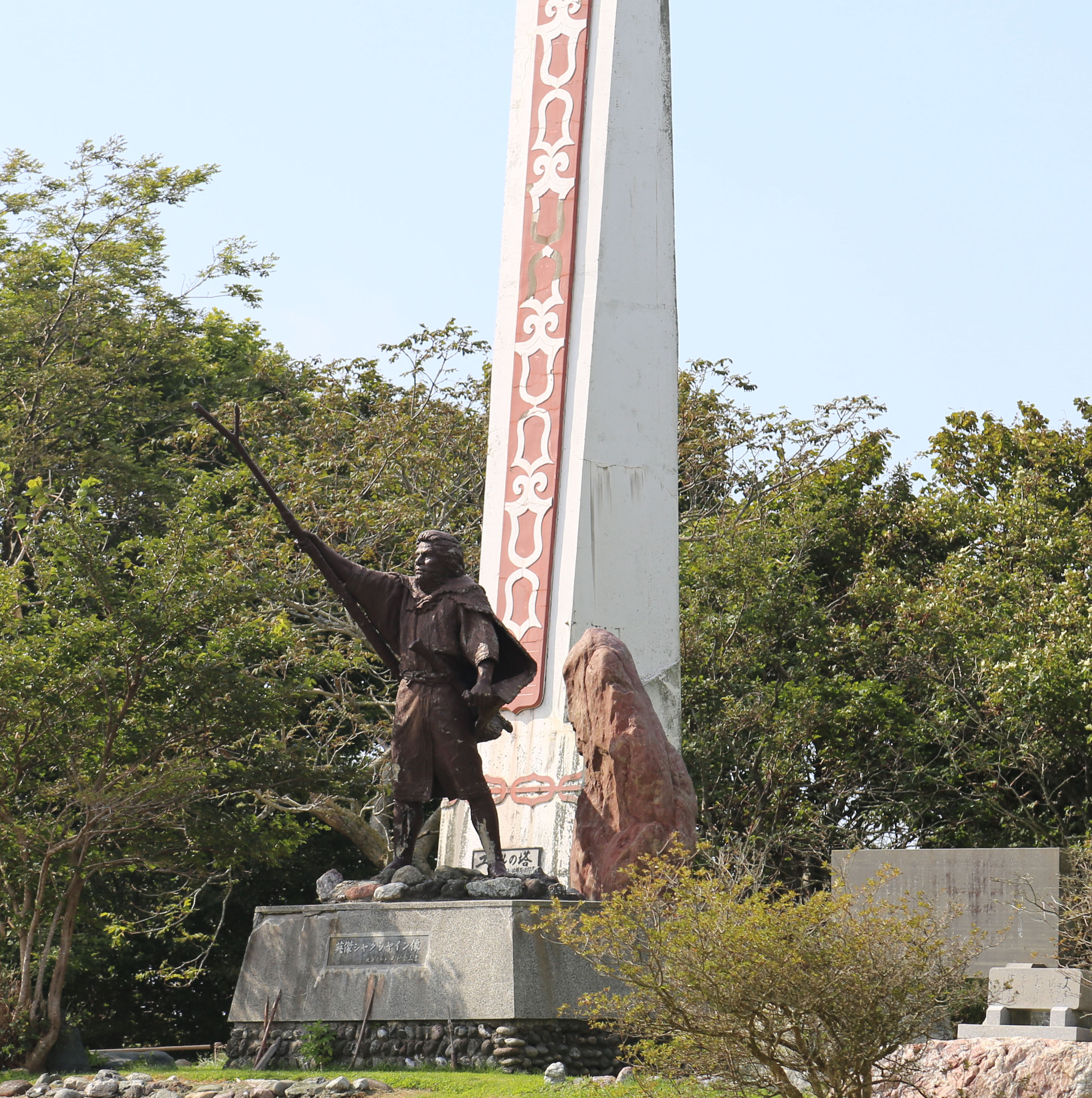
英傑シャクシャイン像

新ひだか町アイヌ民俗資料館（しんひだかちょうあいぬみんぞくしりょうかん）は、北海道日高郡新ひだか町静内にあるアイヌ民族資料館。アイヌ民俗資料の収集保存とアイヌ文化の研究利用を目的としている。5月から11月に開放されている。
シャクシャインが1669年の戦いで最後の砦とした地であり、彼の銅像が建つ静内町の真歌公園に、1983年、静内町アイヌ民俗資料館として開館した。2006年に静内町が三石町と合併し、新ひだか町となった際に、現在の名前に改称した。
アイヌ民族の外洋船「イタオマチㇷ゚」、漁撈具、編み物、着物、儀礼用具などに加えて、アイヌの儀式に使われ、世界に大英博物館など3つしか残っていないエゾオオカミの頭蓋骨の展示をしている。エゾオオカミの頭蓋骨は、新ひだか町の有形文化財に指定されている。

## アクセス
- 静内駅から車で10分[4]
- 道南バス高速ペガサス号で静内バスターミナル下車、車で10分
- 札幌から国道36号または道央自動車道を経由して国道235号